# Medianeras
Medianeras – argentyńsko-hiszpańsko-niemiecki komediodramat z 2011 roku w reżyserii Gustavo Taretto. Wyprodukowany został przez wytwórnię Aura Films. Zdjęcia kręcono w Buenos Aires.

## Opis fabuły
Mariana (Pilar López de Ayala) i Martín (Javier Drolas) mieszkają naprzeciw siebie w tętniącym życiem Buenos Aires, lecz wciąż nie mogą się spotkać. Oboje są samotni. Próbują nadążyć za tym, co oferuje nowoczesne miasto i rozwój techniki. Rodzi to w nich dziwne fobie, depresję i nerwicę.

## Obsada
Źródło: Filmweb
- Javier Drolas jako Martín
- Pilar López de Ayala jako Mariana
- Inés Efron jako Ana
- Adrián Navarro jako Lucas
- Rafael Ferro jako Rafa
- Carla Peterson jako Marcela
- Jorge Lanata jako lekarz
- Alan Pauls jako były chłopak Mariany
- Romina Paula jako była dziewczyna Martína

## Nagrody i nominacje
Źródło: Filmweb
| Rok  | Miejsce          | Nagroda    | Kategoria                  | Odbiorcy i nominowani | Wynik     |
| ---- | ---------------- | ---------- | -------------------------- | --------------------- | --------- |
| 2011 | MFF w Valladolid | Złoty Kłos | Udział w konkursie głównym | Gustavo Taretto       | Nominacja |